# Saint-André-de-Lidon
Saint-André-de-Lidon är en kommun i departementet Charente-Maritime i regionen Nouvelle-Aquitaine i västra Frankrike. Kommunen ligger  i kantonen Gémozac som ligger i arrondissementet Saintes. År 2022 hade Saint-André-de-Lidon 1 220 invånare.

## Befolkningsutveckling
Antalet invånare i kommunen Saint-André-de-Lidon
Referens:INSEE